# Patrick Bettoni
Patrick Bettoni (Suiza, 29 de diciembre de 1975) es un exfutbolista suizo, con ascendencia italiana que jugaba de portero y cuyo primer equipo fue el FC Winterthur. Se retiró en 2009.Actualmente es entrenador de porteros en el FC Thun suizo.
- Datos: Q327615